# 行会
行会（ぎょうえ、689年 - ?）は、奈良時代の僧。

## 概要
俗姓津氏。摂津国住吉郡大国里出身。728年（戊申年=神亀5年）に飛鳥寺で受戒し、743年（天平15年）に西琳寺に住した。